# 索爾勒市鎮
索爾勒市鎮（丹麥語：Solrød Kommune）是丹麥的一個市鎮，位於西蘭島東岸，臨克厄灣，屬西蘭大區。面積40平方公里，2009年人口20,743人。行政中心为索爾勒灘。